# Arrondissement de Sarre-Palatinat
L'arrondissement de Sarre-Palatinat, Saarpfalz-Kreis en allemand, est une division administrative allemande, située dans le land de Sarre. Son chef-lieu est Hombourg.

## Situation géographique
Les arrondissements voisins sont :
- Sarrebruck à l'ouest,
- Neunkirchen et Kusel (Rhénanie-Palatinat), au nord ;
- le Palatinat-Sud-Ouest (Rhénanie-Palatinat) et la ville de Deux-Ponts, à l'est ;
- et le département français de la Moselle au sud.

## Histoire
Quand la Sarre est mise sous le contrôle de la Société des Nations après la première Guerre mondiale, le district du Palatinat, appartenant alors à la Bavière, est divisé en deux parties : le territoire rattaché à la Sarre deviendra le Saarpfalz (Palatinat sarrois) et sera administré par les deux villes de Saint-Ingbert et de Hombourg. Le district de Saarpfalz est créé en 1974 quand les districts de Saint-Ingbert et de Hombourg sont réunis.
Depuis 1997, le district est jumelé avec le comté de Henrico, en Virginie (États-Unis d'Amérique).

## Communes
L'arrondissement compte 7 communes dont 4 villes.
| Villes (nombre d'habitants au 31 décembre 2015) 1. Bexbach (17 769) 2. Blieskastel (21 033) 3. Hombourg (41 974) 4. Saint-Ingbert (36 292) | Municipalités (nombre d'habitants au 31 décembre 2015) 1. Gersheim (6 565) 2. Kirkel (10 104) 3. Mandelbachtal (10 847) |

## Politique

### Élections du conseil (Kreistag)
Scrutin du 13 juin 2004
| Parti   | Votes                                      | %      | Sièges                      |
| ------- | ------------------------------------------ | ------ | --------------------------- |
| CDU     | en dizaines de milliers de voix[Combien ?] | 45,0 % | 17                          |
| SPD     | en dizaines de milliers de voix[Combien ?] | 33,7 % | 12                          |
| Grüne   | en milliers de voix ?[Combien ?]           | 6,5 %  | 2                           |
| Familie | en milliers de voix ?[Combien ?]           | 5,9 %  | 2                           |
| Autres  | en milliers de voix[Combien ?]             | 8,8 %  | aucun siège ? ou[Combien ?] |